# Piledriver: The Wrestling Album II
Piledriver: The Wrestling Album II è un album discografico pubblicato dalla WWE (all'epoca conosciuta ancora come WWF, World Wrestling Federation) nel 1987. Il disco include contributi vocali da parte di svariati wrestler.

## Il disco
Il vinile originale dell'album ha come copertina una foto in primo piano di Hulk Hogan con in testa un caschetto da operaio edile. Si tratta dell'unico disco WWF/WWE a non essere stato ancora pubblicato in formato CD. Molte delle canzoni incluse nell'album furono utilizzate come musiche d'entrata per i lottatori stessi. Gli Strike Force (Tito Santana & Rick Martel) utilizzarono una versione strumentale di Girls in Cars fino alla separazione del tag team nel in 1989; Koko B. Ware utilizzò Piledriver fino al 1990, e Honky Tonk Man utilizzò la sua omonima canzone come tema per la maggior parte della sua carriera. La traccia Demolition fu usata dall'omonimo tag team fino alla fine del 1990, Jive Soul Bro fu la theme song del manager Slick e di molti dei suoi wrestler fino al 1990, e Crank It Up fu impiegata per il tag team The Young Stallions (per l'occasione fu creata una storyline secondo la quale Jimmy Hart avrebbe voluto utilizzare la traccia per The Hart Foundation, ma gli Stallions gliela "rubarono").

## Tracce
1. Robbie Dupree & Strike Force – Girls in Cars – 3:34
2. Koko B. Ware – Piledriver – 2:55
3. The Honky Tonk Man – Honky Tonk Man – 2:09
4. Derringer – Demolition – 3:14
5. Slick – Jive Soul Bro – 3:35
6. Jimmy Hart – Crank It Up – 2:42
7. Hillbilly Jim & Gertrude – Waking Up Alone – 2:59
8. Vince McMahon – Stand Back – 3:02
9. "Mean" Gene Okerlund & Derringer – Rock and Roll, Hoochie Koo – 3:40
10. The WWF Superstars – If You Only Knew – 3:18[1]

## Musicisti
- Batteria: Bernard Kenny, Kevin Hupp, Chuck Bürgi, Robert Ford, Bobby Leonard
- Chitarra: Rick Derringer, Vernie "Butch" Taylor
- Basso: Charles Torres-Mass, Rick Derringer, Howard Cloud
- Tastiere: Vinnie Martucci, Rick Derringer, Paul Griffin, George Pavlis
- Fiati: Joshua Schneider, Don Hahn, Richie Cannata, Marion Meadows, Steve Sechi
- Cori di sottofondo: Elaine Goff, Amy Goff, Bernard Kenny, Rick Derringer, D.L. Byron, Randi Michaels, Cookie Watkins, Dennis Feldman, Robbie Dupree, Randy Rolin, Steve Johnstad, Vernie "Butch" Taylor